# Sirotci
Sirotci (deutsch Die Waisen, tschechisch auch Sirotčí svaz oder sirotčí bratstvo) war ein radikaler Flügel der Anhänger der Hussiten. Die Vereinigung, gegründet 1423, bestand meist aus Stadtadligen, die sich mit Jan Žižka und den ostböhmischen Hussiten, den sogenannten Orebiten, verbunden hatten. Seit 1428 wurden sie vom Priester Andreas Prokop angeführt, zum Oberbefehlshaber wurde Jan Čapek ze Sán gewählt.

## Städte im Besitz der Waisen
- Hohenmauth
- Tschaslau
- Gurim
- Kolin
- Kuttenberg (im Kondominium mit den Taboriten)
- Trautenau
- Tachau (ab 1427)
- Prager Neustadt (ab 1429)
- Böhmischbrod
- Jungbunzlau
- Valečov
- Königgrätz
- Königinhof an der Elbe
- Weißwasser
- Bösig
- Böhmisch Leipa
- Leitomischl
- Nachod
- Böhmisch Aicha
- Topoltschan in der Slowakei
- Skalitz in der Slowakei

## Adlige, die Anhänger der Waisen waren
- Jan Roháč z Dubé
- Jan Kolúch z Vesce
- Čáslav Kaplíř ze Sulevic
- Vilém Jeník z Mečkova
- Jan Hertvík z Rušinova
- Wilhelm Kostka von Postupice
- Jan Žampach z Potštejna
- Mikuláš starší Trčka z Lípy
- Jiří z Dubé
- Jan Baštín z Porostlé
- Matěj Salava z Lípy
- Jan Krušina z Lichtenburka
- Aleš Vřešťovský z Rýzmburka
- Mikuláš z Keuschberka
- Anežka z Trocnova